# Tornabous
Tornabous község Spanyolországban, Lleida tartományban. Tornabous Agramunt, Puigverd d'Agramunt, Tàrrega, Barbens, Anglesola, Ivars d'Urgell és La Fuliola községekkel határos. Lakosainak száma 851 fő (2024).

## Népesség
A település népessége az utóbbi években az alábbiak szerint változott:
| Lakosok száma | 95   | 686  | 1366 | 1193 | 941  | 824  | 857  | 911  | 858  | 851  |
|               | 1717 | 1887 | 1936 | 1960 | 1986 | 2004 | 2009 | 2014 | 2019 | 2024 |